# آسومی تاکدا
آسومی تاکدا (انگلیسی: Asumi Takeda؛ زادهٔ ۱۴ ژوئیهٔ ۲۰۰۰) بازیکن فوتبال اهل ژاپن است.